# ATI Mach
Mach — серия 2D ускорителей, разработанная ATI Technologies и предназначенная для персональных компьютеров. Преемником серии графических процессоров Mach стал чип Rage, основанный на Mach64.

## Модели

### Mach 8
Выпущен: 1991 год
- Клон IBM 8514/A

### Mach 32
Выпущен: 1992 год
- 32-битный GUI ускоритель с поддержкой DOS
- Ограниченная поддержка VESA VBE
- Видеопамять: 1 или 2 Мб DRAM или VRAM
- Интерфейс памяти: 64-битный

Порт: ISA, EISA, VLB, PCI, MCA
- 100 % совместимость с IBM 8514/A

### Mach 64
Выпущен: 1994 год
- 64-битный GUI ускоритель с поддержкой DOS
- Ограниченная поддержка VESA VBE
- Видеопамять: 1, 2, 4 или 8 Мб DRAM, VRAM, или SGRAM
- Интерфейс памяти: 64-битный
- Порт: ISA, VLB, PCI
- Варианты:
  - «Mach64 CT» с интегрированным RAMDAC
  - «264VT» — ядро Mach64 с улучшенной поддержкой декодирования видео
  - «3D Rage» — Mach64 2D ядро с базовыми возможностями 3D ускорения